# FR Возничего
FR Возничего (лат. FR Aurigae) — двойная затменная переменная звезда типа Алголя (EA) в созвездии Возничего на расстоянии (вычисленном из значения параллакса) приблизительно 13607 световых лет (около 4172 парсеков) от Солнца. Видимая звёздная величина звезды — от +14,2m до +12,7m. Орбитальный период — около 2,6068 суток.

## Характеристики
Первый компонент — жёлто-белая звезда спектрального класса F. Радиус — около 6,65 солнечных, светимость — около 102,893 солнечных. Эффективная температура — около 7126 К.